# Augusto Guglielmo di Prussia (1887)
Augusto Guglielmo di Germania e Prussia (nome completo August Wilhelm Heinrich Günther Viktor Prinz von Preußen) (Potsdam, 29 gennaio 1887 – Stoccarda, 25 marzo 1949), membro della famiglia degli Hohenzollern, fu principe di Prussia.

## Biografia

### Famiglia d'origine
Suo padre era l'imperatore Guglielmo II di Germania, figlio di Federico III di Germania e di Vittoria di Sassonia-Coburgo-Gotha, nata principessa Reale del Regno Unito; sua madre era l'imperatrice Augusta Vittoria di Schleswig-Holstein-Sonderburg-Augustenburg, figlia del principe Federico VIII di Schleswig-Holstein-Sonderburg-Augustenburg e della principessa Adelaide di Hohenlohe-Langenburg.
Studiò presso le università di Bonn, Berlino e Strasburgo. Ha conseguito il dottorato in scienze politiche nel 1907.

### Prima guerra mondiale
Durante la prima guerra mondiale, Augusto Guglielmo venne nominato amministratore del distretto di Ruppin; il suo ufficio e la residenza era ora Schloss Rheinsberg. Il suo aiutante personale Hans Georg von Mackensen, con il quale erano amici fin da giovane, giocò un ruolo importante nella sua vita. Queste "pronunciate tendenze omofiliche" contribuirono al fallimento del suo matrimonio con la principessa Alessandra Vittoria. Non intrapresero mai un divorzio formale per l'opposizione del padre di Augusto Guglielmo, il Kaiser Guglielmo II.

### Repubblica di Weimar
Dopo la fine della guerra, la coppia si separò e divorziò il 16 marzo 1920. Augusto Guglielmo ottenne la custodia del figlio. In seguito al matrimonio di von Mackensen, Augusto Guglielmo condusse una vita solitaria nella sua villa a Potsdam. Prese lezioni di disegno con il professor Arthur Kampf e la vendita dei suoi quadri gli assicurò una fonte supplementare di reddito.
Augusto Guglielmo entrò nel gruppo "Stahlhelm". Negli anni successivi si avvicinò sempre più ai nazionalsocialisti. Infine, nonostante il disagio della sua famiglia e contro la volontà di suo padre, aderì al "pericoloso e rivoluzionario" NSDAP il 1º aprile 1930. Nel novembre del 1931, entrò nelle SA con il grado di "Standartenführer". Grazie alla sua vicinanza ai nazisti e alla sua ammirazione per Adolf Hitler, Augusto Guglielmo fu spesso oggetto di scherno da parte della stampa di sinistra, di politici e degli stessi nazionalsocialisti.
Come rappresentante dell'ex dinastia reale prussiana e dinastia imperiale, Augusto Guglielmo fu deliberatamente usato dai nazisti per guadagnare voti nelle elezioni. Attraverso le sue apparizioni nelle manifestazioni di massa naziste, si rivolse agli elettori ancora indecisi e li convinse "che Hitler non era una minaccia, ma un benefattore del popolo tedesco e del Reich tedesco".

### Rapporti con il nazismo
Nel 1933 gli venne concessa una posizione all'interno dello Stato prussiano e divenne un membro del Reichstag. Tuttavia, dopo l'instaurazione della dittatura, i nazionalsocialisti non avevano più bisogno di lui, che aveva segretamente sperato "che Hitler avrebbe un giorno posto sul trono vacante del Kaiser lui o suo figlio Alessandro". Così nella primavera del 1934 gli fu negato l'accesso diretto a Hitler e quell'estate, dopo la vicenda di Röhm, si trovò nel più completo isolamento politico. Ciò non minò, tuttavia, la sua adorazione per Hitler. Il 30 giugno 1939 fu promosso Obergruppenführer, il secondo più alto rango nella SA, ma dopo aver fatto commenti sprezzanti su Joseph Goebbels in privato, venne denunciato nel 1942. Da allora in poi, fu emarginato e gli venne vietato di tenere pubblici i discorsi.

### Morte
Alla fine della seconda guerra mondiale, l'8 maggio 1945, Augusto Guglielmo venne arrestato dai soldati statunitensi e imprigionato nei locali della Flak-Kaserne a Ludwigsburg, e condannato ai lavori forzati per due anni e mezzo.
Subito dopo il suo rilascio, tuttavia, un nuovo procedimento fu avviato contro di lui. C'era un mandato di cattura nei suoi confronti da un tribunale di Potsdam, nella zona sovietica. Non venne mai arrestato e, subito dopo, si ammalò gravemente e morendo in un ospedale di Stoccarda all'età di 63 anni. Augusto Guglielmo fu sepolto a Langenburg nel cimitero dei principi di Hohenlohe-Langenburg.

## Matrimonio
Il 22 ottobre 1908, nella città di Berlino, Augusto Guglielmo sposò la principessa Alessandra Vittoria di Schleswig-Holstein-Sonderburg-Glücksburg, figlia del duca Federico Ferdinando di Schleswig-Holstein-Sonderburg-Glücksburg e della principessa Carolina Matilde di Schleswig-Holstein-Sonderburg-Augustenburg.
La coppia ebbe un figlio:

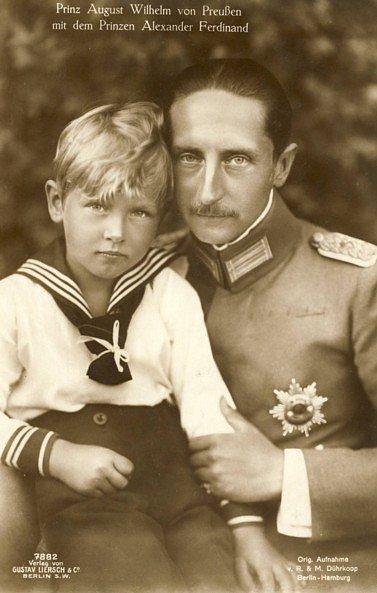
Augusto Guglielmo con il figlio

- Alessandro Ferdinando, principe di Prussia (26 dicembre 1912-12 giugno 1985).

## Ascendenza
|                                                                |                                                         |                                                                     | Genitori                                   |  |  | Nonni |  |  | Bisnonni                |  |  | Trisnonni                         |  |
|                                                                |                                                         |                                                                     |                                            |  |  |       |  |  | Guglielmo I di Germania |  |  | Federico Guglielmo III di Prussia |  |
|                                                                |                                                         |                                                                     |                                            |  |  |       |  |  | Guglielmo I di Germania |  |  | Federico Guglielmo III di Prussia |  |
|                                                                |                                                         | Luisa di Meclemburgo-Strelitz                                       |                                            |  |  |       |  |  | Guglielmo I di Germania |  |  |                                   |  |
| Federico III di Germania                                       |                                                         |                                                                     |                                            |  |  |       |  |  | Guglielmo I di Germania |  |  |                                   |  |
|                                                                |                                                         | Augusta di Sassonia-Weimar-Eisenach                                 | Carlo Federico di Sassonia-Weimar-Eisenach |  |  |       |  |  |                         |  |  |                                   |  |
|                                                                |                                                         | Augusta di Sassonia-Weimar-Eisenach                                 | Carlo Federico di Sassonia-Weimar-Eisenach |  |  |       |  |  |                         |  |  |                                   |  |
|                                                                |                                                         | Augusta di Sassonia-Weimar-Eisenach                                 | Marija Pavlovna di Russia                  |  |  |       |  |  |                         |  |  |                                   |  |
| Guglielmo II di Germania                                       |                                                         | Augusta di Sassonia-Weimar-Eisenach                                 |                                            |  |  |       |  |  |                         |  |  |                                   |  |
|                                                                |                                                         | Alberto di Sassonia-Coburgo-Gotha                                   | Ernesto I di Sassonia-Coburgo-Gotha        |  |  |       |  |  |                         |  |  |                                   |  |
|                                                                |                                                         | Alberto di Sassonia-Coburgo-Gotha                                   | Ernesto I di Sassonia-Coburgo-Gotha        |  |  |       |  |  |                         |  |  |                                   |  |
|                                                                |                                                         | Alberto di Sassonia-Coburgo-Gotha                                   | Luisa di Sassonia-Gotha-Altenburg          |  |  |       |  |  |                         |  |  |                                   |  |
| Vittoria di Sassonia-Coburgo-Gotha                             |                                                         | Alberto di Sassonia-Coburgo-Gotha                                   |                                            |  |  |       |  |  |                         |  |  |                                   |  |
|                                                                |                                                         | Vittoria del Regno Unito                                            | Edoardo Augusto di Hannover                |  |  |       |  |  |                         |  |  |                                   |  |
|                                                                |                                                         | Vittoria del Regno Unito                                            | Edoardo Augusto di Hannover                |  |  |       |  |  |                         |  |  |                                   |  |
|                                                                |                                                         | Vittoria del Regno Unito                                            | Vittoria di Sassonia-Coburgo-Saalfeld      |  |  |       |  |  |                         |  |  |                                   |  |
| Augusto Guglielmo di Prussia                                   |                                                         | Vittoria del Regno Unito                                            |                                            |  |  |       |  |  |                         |  |  |                                   |  |
|                                                                | Cristiano di Schleswig-Holstein-Sonderburg-Augustenburg | Federico Cristiano II di Schleswig-Holstein-Sonderburg-Augustenburg |                                            |  |  |       |  |  |                         |  |  |                                   |  |
|                                                                | Cristiano di Schleswig-Holstein-Sonderburg-Augustenburg | Federico Cristiano II di Schleswig-Holstein-Sonderburg-Augustenburg |                                            |  |  |       |  |  |                         |  |  |                                   |  |
|                                                                | Cristiano di Schleswig-Holstein-Sonderburg-Augustenburg | Luisa Augusta di Danimarca                                          |                                            |  |  |       |  |  |                         |  |  |                                   |  |
| Federico VIII di Schleswig-Holstein-Sonderburg-Augustenburg    | Cristiano di Schleswig-Holstein-Sonderburg-Augustenburg |                                                                     |                                            |  |  |       |  |  |                         |  |  |                                   |  |
|                                                                |                                                         | Luisa Sofia di Danneskiold-Samsøe                                   | Cristiano Corrado di Danneskiold-Samsøe    |  |  |       |  |  |                         |  |  |                                   |  |
|                                                                |                                                         | Luisa Sofia di Danneskiold-Samsøe                                   | Cristiano Corrado di Danneskiold-Samsøe    |  |  |       |  |  |                         |  |  |                                   |  |
|                                                                |                                                         | Luisa Sofia di Danneskiold-Samsøe                                   | Giovanna Kaas di Mur                       |  |  |       |  |  |                         |  |  |                                   |  |
| Augusta Vittoria di Schleswig-Holstein-Sonderburg-Augustenburg |                                                         | Luisa Sofia di Danneskiold-Samsøe                                   |                                            |  |  |       |  |  |                         |  |  |                                   |  |
|                                                                |                                                         | Ernesto I di Hohenlohe-Langenburg                                   | Carlo Ludovico I di Hohenlohe-Langenburg   |  |  |       |  |  |                         |  |  |                                   |  |
|                                                                |                                                         | Ernesto I di Hohenlohe-Langenburg                                   | Carlo Ludovico I di Hohenlohe-Langenburg   |  |  |       |  |  |                         |  |  |                                   |  |
|                                                                |                                                         | Ernesto I di Hohenlohe-Langenburg                                   | Amalia Enrichetta di Solms-Baruth          |  |  |       |  |  |                         |  |  |                                   |  |
| Adelaide di Hohenlohe-Langenburg                               |                                                         | Ernesto I di Hohenlohe-Langenburg                                   |                                            |  |  |       |  |  |                         |  |  |                                   |  |
|                                                                |                                                         | Feodora di Leiningen                                                | Emilio Carlo di Leiningen                  |  |  |       |  |  |                         |  |  |                                   |  |
|                                                                |                                                         | Feodora di Leiningen                                                | Emilio Carlo di Leiningen                  |  |  |       |  |  |                         |  |  |                                   |  |
|                                                                |                                                         | Feodora di Leiningen                                                | Vittoria di Sassonia-Coburgo-Saalfeld      |  |  |       |  |  |                         |  |  |                                   |  |
|                                                                |                                                         | Feodora di Leiningen                                                |                                            |  |  |       |  |  |                         |  |  |                                   |  |